# Тинали
Тинали (каз. Тінәлі) — село в Акжаикском районе Западно-Казахстанской области Казахстана. Входит в состав Акжолского сельского округа. Код КАТО — 273233400.

## Население
В 1999 году население села составляло 478 человек (253 мужчины и 225 женщин). По данным переписи 2009 года, в селе проживало 307 человек (153 мужчины и 154 женщины).